# Мушица (филм из 1985)
„Мушица” је југословенски ТВ филм из 1985. године. Режирао га је Арса Милошевић а сценарио је написао Анђело Беолко Руканте.

## Улоге
| Глумац          | Улога |
| --------------- | ----- |
| Неда Арнерић    |       |
| Иван Клеменц    |       |
| Лазар Ристовски |       |